# IThoughts
iThoughtsは、iPhone/iPod touch/iPad用マインドマップ作成ソフトである。iPad用にはiThoughts HDがある。有料（価格：900円）。
iThoughtsを使うと、放射状に語句を連ねていくマインドマップの特性から、全体像が捉えやすく、考えやアイデアをまとめやすい。
PC用ファイル形式へのエクスポートに対応したiPhone用マインドマップ作成アプリは多いが、iThoughtsはインポートにも対応している。

## バージョン
- 1.0 — 2008年10月19日リリース。
- 2.0 — 2009年8月10日リリース。
- 3.0 — 2010年6月14日リリース。
- 4.0 — 2010年10月28日リリース。
- 4.1 — 2010年11月8日リリース。

## 特長
- PCのファイル形式に対応 (Freemind, Novamind, Mindmanager, XMind, iMindmap 等)
- 矢印 (トピック間リンク)
- マップの復帰 (過去のマップの復活)
- TextExpander touch (省略形登録アプリ) に対応
- 無線LANでMac、Windows、Linuxとブラウザからマップをアップロード/ダウンロード
- トピックを自在にカット、コピー、ペースト、移動、統合
- 画面を自在に拡大縮小、スクロール
- ランドスケープ(縦置き)、横置き(ポートレート)の両モードに対応
- インターネット(ウェブページ)からマップを直接ダウンロード
- 大きなマップに対応 (標準画面サイズの1000倍のキャンバスまで)
- トピックのノート機能 - 電話番号、ウェブサイト、メールアドレス、他のiThoughtsのマップにリンク
- メールへのマップ添付機能 (PNG画像も含めエクスポート可能な全形式に対応)
- PC用Flash対応ブラウザ経由でのマップ共有機能
- トピックの自動整列機能
- タスクマネジメント (締切日、進捗率) 機能
- オンラインストレージサービスのbox.net, Dropboxに対応

## 使用例
- タスクリスト
- ブレーンストーミング
- プロジェクトの計画
- ゴール(目標)の設定
- コンセプトのマッピング

### iThoughts互換のPC用マインドマッピングソフトウェア
- FreeMindドイツで開発されているオープンソースのマインドマッピングソフトウエア。マインドマッピングソフトの中では最古参。Javaベースで開発されているためプラットフォームを選ばない点、ファイルがHTMLで書かれるため情報量が増えても軽快な動作を保つ点が特徴。無料。
- XMind 香港のXMind社が開発しているオープンソースのマインドマッピングソフトウエア。マインドマップ以外の形式のツリー図も書ける。FreeMindでいうノード、線、矢印、アイコンの種類が豊富。また、XMindのサイトにマップをアップロードして共有できる点が特長。オープンソース版は無料。商用版は有料。
- MindManager MindJet社が開発しているマインドマッピングソフトウェア。図式のパターン、テンプレート、他のソフトウェアとの連携機能、プロジェクトマネジメントに関する機能が充実している。FreeMindからのインポートが可能。有料。
- iMindMap マインドマップの開発者トニー・ブザン公認のマインドマッピングソフトウェア。まるで手書きのような抜群の描画・表現性能が特長。有料。